# Gerhard Kirschbaum
Gerhard Kirschbaum (* 16. Dezember 1922 in Frankfurt (Oder)) ist ein ehemaliger deutscher Politiker (SED). Er war von 1961 bis 1971 Bürgermeister von Berlin-Pankow.

## Leben
Kirschbaum leistete während des Zweiten Weltkriegs Kriegsdienst in der  Wehrmacht. Im Jahr 1946 wurde er Mitglied der Sozialistischen Einheitspartei Deutschlands (SED). Er arbeitete als Kaderleiter im VEB Wohnungsbau und im VEB Kraftverkehr in Ost-Berlin. Von 1955 bis 1961 war er Direktor der Kommunalen Wohnungsverwaltung  von Berlin-Mitte. Kirschbaum qualifizierte sich zum Staatswissenschaftler.
Vom 25. Mai 1961 bis 14. Januar 1971 fungierte er als Bezirksbürgermeister von Berlin-Pankow. Gleichzeitig war er Mitglied der SED-Kreisleitung und Stadtbezirksverordneter. Er war bei seinem Amtsantritt mit 39 Jahren der jüngste Bezirksbürgermeister in Ost-Berlin. Aus gesundheitlichen Gründen hatte er um seine Abberufung gebeten. Im Oktober 1967 wurde er mit dem Vaterländischen Verdienstorden in Bronze ausgezeichnet.